# Loewia setibarba
Loewia setibarba är en tvåvingeart som beskrevs av Egger 1856. Loewia setibarba ingår i släktet Loewia och familjen parasitflugor. Inga underarter finns listade i Catalogue of Life.